# Sycophila kestraneura
Sycophila kestraneura (лат.) — вид наездников рода Sycophila из семейства Eurytomidae (Chalcidoidea). Встречается в Африке (Габон, Республика Кот-д’Ивуар, Мадагаскар, Объединённая Республика Танзания, Республика Сейшельские острова, Южно-Африканская Республика, Уганда и Республика Зимбабве).

## Описание
Мелкие наездники, длина 2,10—5,20 мм. Тело в основном желтовато-коричневое. Самец темнее, а тело самки преимущественно желтоватое с тёмной спинной полосой. Членики жгутика усика отчётливо длинные (по крайней мере, в 2 раза длиннее своей ширины), длиннее ширины. Гладкая срединная полоса проподеума прервана; боковые ряды ареол неполные, задняя ареола проподеума разделена на две ячейки, mv короткий, такой же длины, как pmv и stv. Метанотум гладкий, петиоль короткий, короче своей ширины дорсально, вентральный поперечный киль между петиолем и стернитом St1 присутствует.